# Nieznany Bór
Nieznany Bór – osada w Polsce położona w województwie podlaskim, w powiecie hajnowskim, w gminie Hajnówka.
Nazwa została nadana w 2006 roku.
Wierni kościoła rzymskokatolickiego należą do parafii Świętych Cyryla i Metodego w Hajnówce.